# 武里站

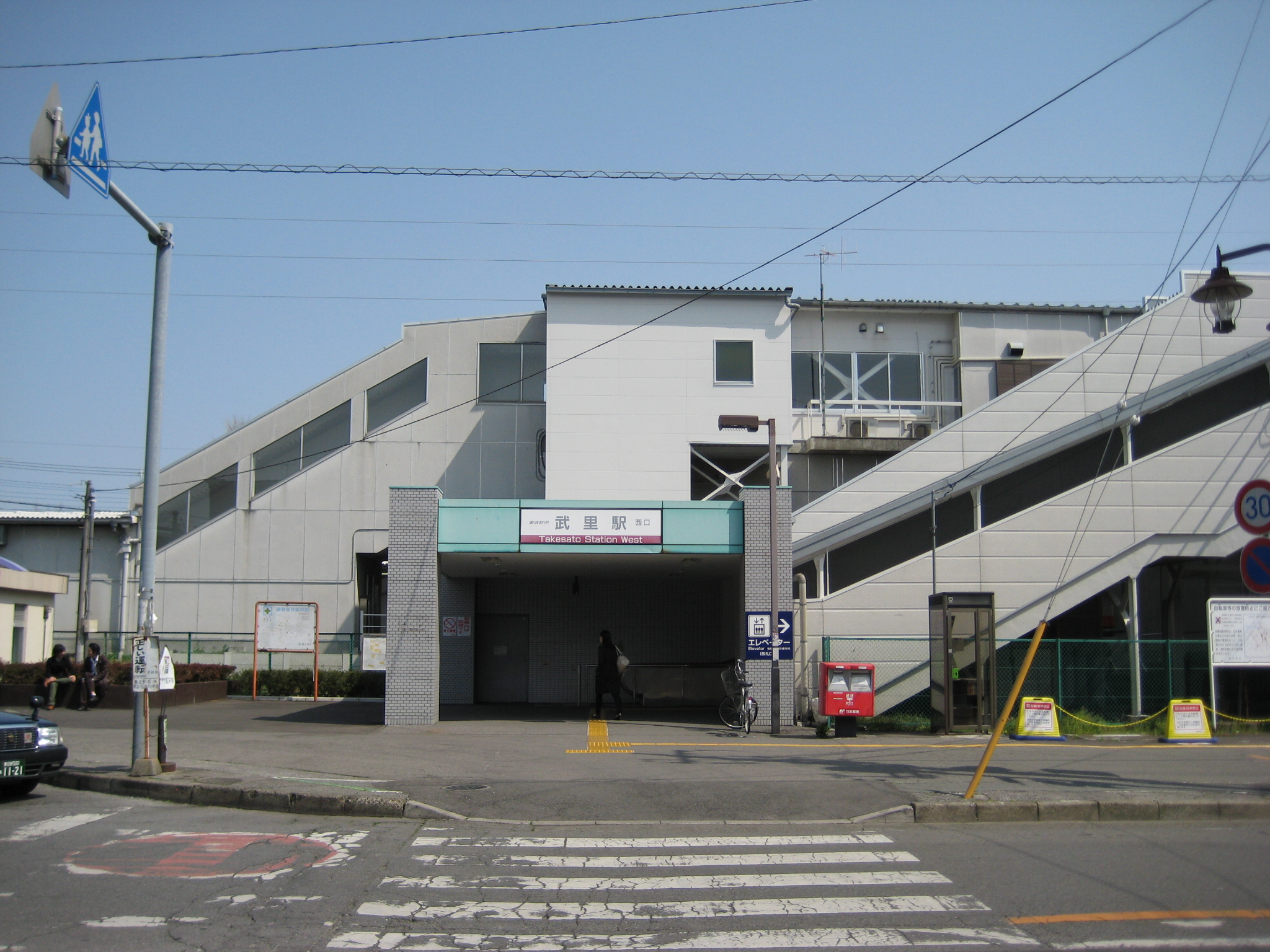
西口（2009年3月）

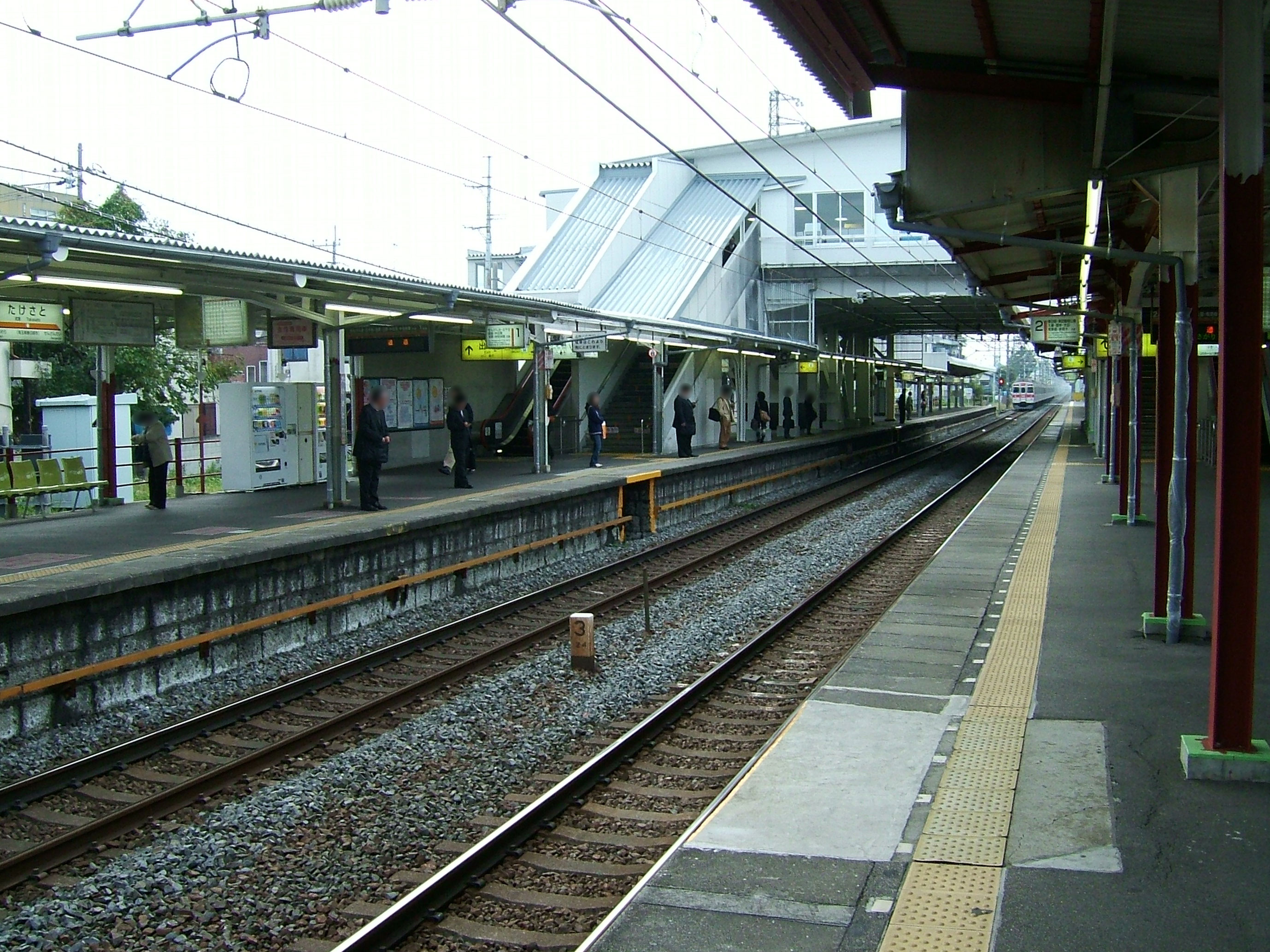
月台（2008年11月）

武里站（日语：／ Takesato eki */?）位於日本埼玉縣春日部市大場，是屬於東武鐵道伊勢崎線（東武晴空塔線）的鐵路車站。車站編號是TS 25。

## 歷史
- 1899年（明治32年）12月20日：開業。
- 1913年（大正2年）：移至現址。
- 1969年（昭和44年）：跨站式站房啟用。
- 2008年（平成20年）3月24日：電梯啟用。
- 2011年（平成23年）12月8日：導入發車音樂。

## 車站構造
本站是側式月台2面2線的地面車站，站房採跨站式設計。月台有效長度可停靠10輛編組。
廁所位於月台靠淺草方向，附設多功能廁所。剪票口層與月台層之間設有電梯。

### 月台配置
| 月台 | 路線         | 方向 | 目的地                                                                                       |
| ---- | ------------ | ---- | -------------------------------------------------------------------------------------------- |
| 1    | 東武晴空塔線 | 上行 | 新越谷、北千住、東京晴空塔、淺草、 日比谷線 中目黑、 半藏門線 澀谷、 田園都市線 中央林間方向 |
| 2    | 東武晴空塔線 | 下行 | 春日部、東武動物公園、 伊勢崎線 久喜、 日光線 南栗橋方向                                     |

## 利用狀況
2017年度一日平均上下車人次為16,209人。最高峰時一度超過2萬人，1990年代後逐漸減少。2002年度被鄰站一之割站超越。
近年一日平均上下車人次的推移如下表。
| 年度               | 一日平均上下車人次 |
| ------------------ | ------------------ |
| 1960年（昭和35年） | 2,345              |
| 1965年（昭和40年） | 5,446              |
| 1970年（昭和45年） | 14,751             |
| 1975年（昭和50年） | 21,035             |
| 1980年（昭和55年） | 21,634             |
| 1985年（昭和60年） | 21,489             |
| 1990年（平成02年） | 23,062             |
| 1998年（平成10年） | 19,887             |
| 1999年（平成11年） | 19,301             |
| 2000年（平成12年） | 19,093             |
| 2001年（平成13年） | 18,725             |
| 2002年（平成14年） | 18,179             |
| 2003年（平成15年） | 17,840             |
| 2004年（平成16年） | 17,315             |
| 2005年（平成17年） | 17,248             |
| 2006年（平成18年） | 17,360             |
| 2007年（平成19年） | 17,431             |
| 2008年（平成20年） | 17,217             |
| 2009年（平成21年） | 16,565             |
| 2010年（平成22年） | 16,236             |
| 2011年（平成23年） | 16,028             |
| 2012年（平成24年） | 16,132             |
| 2013年（平成25年） | 16,317             |
| 2014年（平成26年） | 16,065             |
| 2015年（平成27年） | 16,189             |
| 2016年（平成28年） | 16,073             |
| 2017年（平成29年） | 16,209             |

## 車站周邊

### 東口
- 國道4號
- 武里郵便局
- 春日部消防署（日语：春日部市消防本部）武里分署
- 春日部市南部淨水場
- 春日部市立正善小學校
- 醫療法人敬愛會 復健天草醫院
- 越谷市立平方中學校（日语：越谷市立平方中学校）
- 越谷市立平方小學校（日语：越谷市立平方小学校）

### 西口
- 栃木銀行（日语：栃木銀行）
- 武藏野銀行
- 東彩瓦斯（日语：東彩ガス）春日部服務中心
- 武里團地（日语：武里団地）
  - 春日部市役所武里出張所
  - 春日部市立武里圖書館（日语：春日部市立図書館）
  - 春日部武里團地內郵便局
  - 埼玉里索那銀行武里支店
  - FOOD SQUARE（日语：カスミ）春日部武里店
- 春日部市立武里西小學校（日语：春日部市立武里西小学校）
- 春日部市立武里南小學校
- MARUYA（日语：マルヤ）
- Wing Hat春日部（日语：春日部市総合体育館）（公共運動場）
- 春日部市立谷原中學校
- 春日部市立中野中學校
- Super Value（日语：スーパーバリュー）

## 路線巴士
武里站（西口圓環）
- 往千間台站西口（朝日自動車）
- 上野站、北千住站的深夜急行巴士停靠西口

武里站東口
- 春日部市社區巴士「春巴士」（朝日自動車）：春日部中央綜合醫院（日语：春日部中央総合病院）、藥師沼親水公園（日语：薬師沼親水公園）赤沼地区循環 ※周一三五運行

武里站入口（東口東南方約700m）
- 往千間台站東口/往大正大學入口、松伏綠之丘公園（茨城急行自動車）

## 相鄰車站
東武鐵道
 東武晴空塔線
■急行、■區間急行
通過
■準急、■區間準急、■普通
千間台（TS 24）－武里（TS 25）－一之割（TS 26）

## 外部連結
- 武里（車站資訊） - 東武鐵道